# Карпиненский район
Карпине́нский райо́н (молд. raionul Cărpineni, молд. районул Кэрпинень) — административно-территориальная единица Молдавской ССР, существовавшая с 11 ноября 1940 года по 25 декабря 1962 года.

## История
Как и большинство районов Молдавской ССР, образован 11 ноября 1940 года под именем Бужорский район с центром в селе Бужоры. 7 мая 1941 года центр района был перенесён в село Лапушна, и район стал именоваться Лапушнянским.
До 16 октября 1949 года находился в составе Кишинёвского уезда, после упразднения уездного деления перешёл в непосредственное республиканское подчинение. В это же время административный центр района переносится в село Карпинены и район получает название Карпиненский.
С 31 января 1952 года по 15 июня 1953 года район входил в состав Кишинёвского округа, после упразднения окружного деления вновь перешёл в непосредственное республиканское подчинение.
25 декабря 1962 года Карпиненский район был ликвидирован, его территория практически полностью передана в состав Котовского района.

## Административное деление
По состоянию на 1 марта 1961 года в район входили 11 сельсоветов: Бужорский, Карпиненский, Красноармейский, Лапушнянский, Мариничский, Минжирский, Обиленский, Пашканский, Софийский, Чорский, Шишканский.